# 순창로
순창로(Sunchang-ro)는 전북특별자치도 순창군 순창읍 대정교차로 와 순창읍 관서삼거리 를잇는 도로이다.

## 주요 경유지
전북특별자치도
- 순창군 (순창읍)

## 노선
| 이름          | 접속 노선                 | 소재지        | 소재지        | 비고          |
| 옥순로와 직결 | 옥순로와 직결             | 옥순로와 직결 | 옥순로와 직결 | 옥순로와 직결 |
| ------------- | ------------------------- | ------------- | ------------- | ------------- |
| 대정 교차로   | 곡순로                    | 순창군        | 순창읍        |               |
| 순창삼거리    | 대동로                    | 순창군        | 순창읍        |               |
| 순창IC 교차로 | 제12호선 광주대구고속도로 | 순창군        | 순창읍        |               |
| 경천교        |                           | 순창군        | 순창읍        |               |
| 중앙로사거리  | 장류로                    | 순창군        | 순창읍        |               |
| 관서삼거리    | 국도 제24호선 (담순로)    | 순창군        | 순창읍        |               |

## 주요 건물 및 시설
- 롯데리아 순창DT점 (순창로 164/고성리 394-6)
- 세븐일레븐 순창IC점 (순창로 167/고성리 394-8)
- KT 순창지점 (순창로 208/남계리 546)
- 교보생명 순창영업점 (순창로 208/남계리 546)
- 순창군선거관리위원회 (순창로 208/남계리 546)
- 국민건강보험공단 순창출장소 (순창로 208/남계리 546)
- 이디야 순창점 (순창로 211/남계리 542-2)
- 농협 순창군지부 (순창로 214/남계리 504)
- 전북은행 순창지점 (순창로 218/남계리 489-25)
- 기아자동차 오토큐 순창점 (순창로 268/남계리 170-9)
- S-OIL 사랑주유소 (순창로 269/남계리 170)